# Biblioteka Uniwersytecka w Kielcach

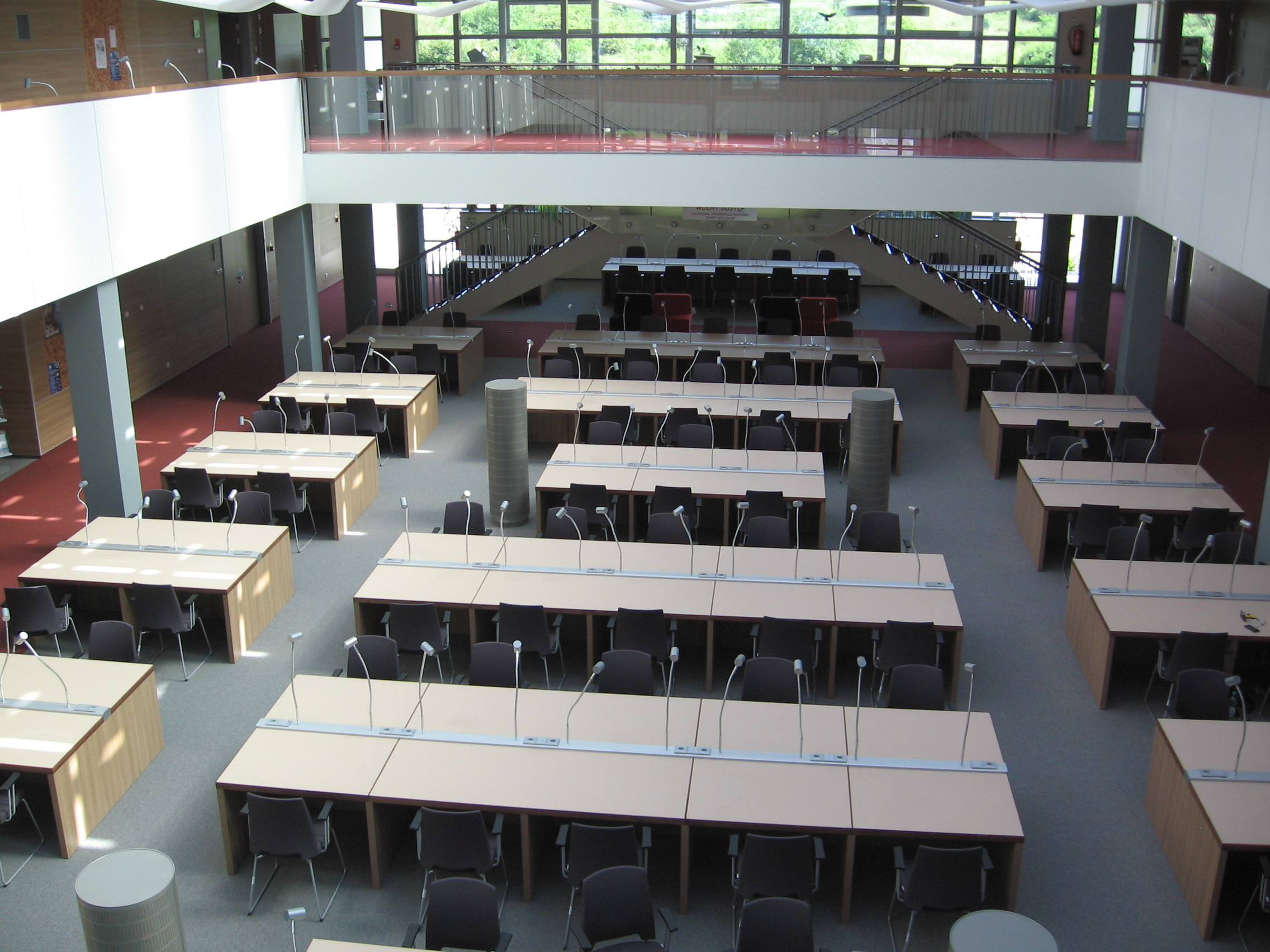
Czytelnia w gmachu głównym

Biblioteka Uniwersytecka w Kielcach – biblioteka Uniwersytetu Jana Kochanowskiego w Kielcach. Założona w 1969.
Biblioteka wydała w latach 2009–2010 dwa tomy czasopisma naukowego pt. „Rocznik Biblioteki UJK”. W 2013 ukazał się pierwszym tom nowej serii pt. „Rocznik Biblioteki Uniwersyteckiej”, obejmujący swoim zakresem tematycznym bibliotekoznawstwo i informację naukową oraz nauki historyczne.
Przy Oddziale Zbiorów Specjalnych utworzono w 2000 Galerię Akademicką. W latach 2000–2014 zrealizowała ona 63 wystawy.

## Historia
Biblioteka powstała wraz z utworzeniem w Kielcach Wyższej Szkoły Nauczycielskiej w 1969, a jej pierwszą dyrektor została mgr Klementyna Helis. W roku następnym uruchomiono bibliotekę Zakładu Historii oraz bibliotekę Wydziału Matematyczno-Przyrodniczego. W 1973 powstała z kolei biblioteka Wydziału Pedagogicznego, wyodrębniono również Oddział Gromadzenia i Ewidencji Zbiorów. W latach 70. podjęto decyzję o pozyskiwaniu mikrofilmów określonych tytułów i roczników czasopism. Na początku zakupiono w Bibliotece Narodowej kilka najstarszych roczników „Gazety Kieleckiej”.
W 1980 z księgozbioru biblioteki Wydziału Matematyczno-Przyrodniczego wydzielono księgozbiór chemiczny i matematyczno-geograficzny, natomiast dziesięć lat później utworzono przy Instytucie Nauk Społecznych jego czytelnię. W 1992 biblioteka zakupiła system komputerowy SOB, opracowany przez pracowników Politechniki Świętokrzyskiej – Joannę i Krzysztofa Sapiehów. W 1993 uczelnia podjęła działania związane z komputeryzacją (m.in. Biblioteki Głównej) oraz podłączeniem do Internetu w ramach naukowej akademickiej sieci komputerowej NASK. W 1997 biblioteka otrzymała pomieszczenia w budynku Wydziału Humanistycznego przy ul. Leśnej 16. W kwietniu 1999 podpisano umowę licencyjną na zakup i użytkowanie podstawowej wersji Systemu Bibliotecznego Aleph, natomiast w grudniu zamknięto system SOB.
W 2000 przy Oddziale Zbiorów Specjalnych powstała Galeria Akademicka. Swoją działalność zainaugurowała wystawą jubileuszową Barbary i Czesława Erberów. W 2001 biblioteka zaczęła udostępniać czasopisma elektroniczne przez Internet, następnie uruchomiono dwie pracownie multimedialne – w czytelni Wydziału Matematyczno-Przyrodniczego oraz w Oddziale Informacji Naukowej. W 2002 włączono do struktury Biblioteki Głównej Czytelnię Neofilologiczną. W 2006 Akademia Świętokrzyska zakupiła ponad 5 tys. dokumentów po poecie i prozaiku Emilu Zegadłowiczu, które stały się pierwszą tak bogatą kolekcją rękopisów w zbiorach biblioteki.
W 2008 władze uczelni podjęły decyzję o budowie nowego gmachu biblioteki. Wybudowano go w 2010 (czerwiec-listopad). W 2011 Uniwersytet Humanistyczno-Przyrodniczy Jana Kochanowskiego w Kielcach przekształcił się w uniwersytet klasyczny. Biblioteka Główna stała się tym samym Biblioteką Uniwersytecką. 10 października 2013 otworzono oficjalnie nowy gmach biblioteki przy ówczesnej ul. Świętokrzyskiej (ob. Uniwersytecka). Na ostatnim piętrze budynku umieszczono Uniwersyteckie Centrum Danych, a cała inwestycja kosztowała ponad 65 mln zł. 
Poza budynkiem głównym Biblioteki zbiory udostępniane są w Czytelni Pedagogicznej (agenda zewnętrzna Biblioteki) przy ulicy Krakowskiej 11. 

## Księgozbiór, czytelnicy i wyposażenie

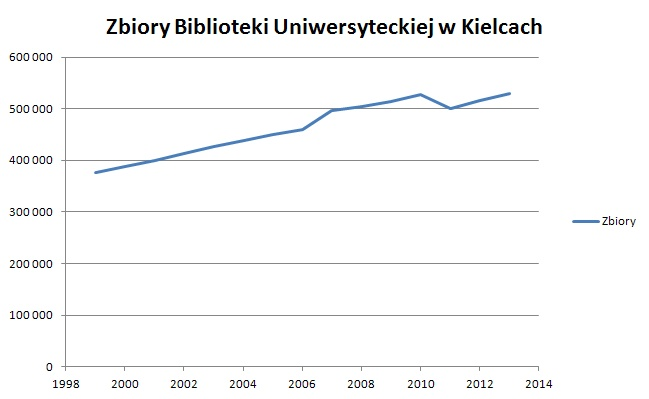
Zbiory Biblioteki Uniwersyteckiej w Kielcach zwiększyły się w latach 1999–2013 o ok. 40,5%

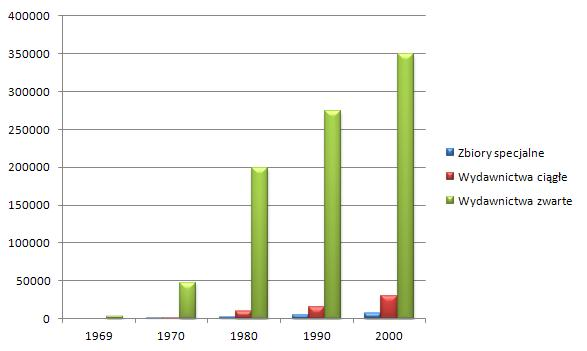
Struktura zbiorów biblioteki w wybranych latach XX wieku

Zbiory Biblioteki Uniwersyteckiej w Kielcach na koniec 2018 wynosiły:

### Zbiory tradycyjne
Ogółem w jednostkach inwentarzowych: 591 888, w tym:
- 508 892 książek,
- 71 356  czasopism (roczników wydawnictw ciągłych, polskich i zagranicznych),
- 11 640 jednostek inwentarzowych zbiorów specjalnych.

Ilość tytułów prenumerowanych czasopism w postaci papierowej wynosiła 550 tyt. w tym:
- 516 tyt. czasopism polskich,
- 34 tyt. czasopism. zagranicznych.

### Zbiory elektroniczne
Liczba publikacji udostępnionych w formie elektronicznej: 71 805, w tym:
- 18 511 czasopism elektronicznych,
- 53 472 książek,
- 1 355 materiałów w Bibliotece Cyfrowej UJK.

W wolnym dostępie znajduje się ponad 50 tys. książek i ok. 1,7 tys. tytułów czasopism naukowych i popularnonaukowych polskich i zagranicznych.
Wśród zbiorów specjalnych biblioteka posiada m.in. 500 druków z XVI–XVIII w. (najstarszy z 1514), pochodzących z polskich i zagranicznych oficyn typograficznych, oraz archiwum (materiały warsztatowe) komitetu redakcyjnego Pism zebranych Stefana Żeromskiego.
Na koniec 2018 w Bibliotece Uniwersyteckiej w Kielcach zarejestrowanych było 16 891 czytelników, w tym 5 013 aktywnych (tj. takich, którzy w 2018 r. przynajmniej raz wypożyczyli książkę).

### Infrastruktura
- 21 stanowisk do obsługi czytelników,
- 52 stanowiska dostępne dla czytelników,
- 5 specjalistycznych dla osób niepełnosprawnych, w tym jedno znajduje się w Czytelni Pedagogicznej w budynku Wydziału Pedagogicznego i Artystycznego UJK ul. Krakowska 11, cztery w specjalistycznej pracowni dla osób z niepełnosprawnościami w gmachu głównym Biblioteki;
- 351 miejsc do pracy dla czytelników, w tym 318 w gmachu głównym.

## Dyrektorzy biblioteki
- 1969–1982: mgr Klementyna Helis
- 1982–1984: doc. dr hab. Zenon Guldon
- 1984–1986: dr Jan Waluszewski
- 1986–1995: mgr Wanda Skawińska
- 1995–2018: dr Henryk Suchojad
- od 2018: mgr Andrzej Antoniak

Funkcję przewodniczącego Rady Bibliotecznej pełni dr hab. Janusz Łuszczyński, prof. UJK.
Na koniec 2018 biblioteka zatrudniała 58 osób, w tym trzech doktorów i 51 magistrów różnych specjalności.